# Metal Crue
Metal Crüe es una canción de la banda sueca de power metal Sabaton, del álbum Attero Dominatus, grabado en 2006. Esta canción hace un homenaje a las bandas de heavy metal y hard rock que marcaron la vida de los integrantes de Sabaton.

## Bandas nombradas
Las bandas nombradas en la canción son:
- Venom
- Accept
- Nazareth
- Rainbow
- Warrior
- Milky Way
- Helloween
- UFO
- Gamma Ray
- Riot
- Destruction
- Rockbitch
- Down
- Vixen
- Judas Priest
- Iron Maiden
- Metal Church
- Armored Saint
- Warlock
- Slaughter
- Rage
- Slayer
- Pretty Maids
- Kiss
- Queen
- Crimson Glory
- Motörhead
- In Flames
- U.D.O.
- Kansas
- Rush
- Mötley Crüe
- Annihilator
- Guns N' Roses
- Status Quo
- W.A.S.P.
- Unleashed
- Skyride

## Curiosidades
- Otra canción de Sabaton titulada Metal Machine, del álbum Primo Victoria, se refiere también a las bandas que formaron la influencia de Sabaton, pero en esta otra se nombran partes de las mejores canciones, no las bandas.
- Durante muchos años, esta fue la canción que usó Sabaton para cerrar sus shows hasta que llegó To Hell and Back. Así es reflejado en los discos directos de la banda: Swedish Empire (Live) y Heroes on Tour.

- Datos: Q6011639